# ティエンイエン県
ティエンイエン県（ティエンイエンけん、ベトナム語：Huyện Tiên Yên / 縣先安?）は、ベトナムクアンニン省の県である。

## 行政区画
以下の1市鎮10社を管轄する。
- ティエンイエン市鎮（Tiên Yên / 先安）
- ダイドゥク社（Đại Dực / 大翊）
- ディエンサー社（Điền Xá / 田舍）
- ドンハイ社（Đông Hải / 東海）
- ドングー社（Ðông Ngũ / 東五）
- ドンルイ社（Đồng Rui / 同雷）
- ハラウ社（Hà Lâu / 河屢）
- ハイラン社（Hải Lạng / 海浪）
- フォンズー社（Phong Dụ / 豐裕）
- ティエンラン社（Tiên Lãng / 先浪）
- イエンタン社（Yên Than / 安灘）